# Chicago Fire FC
Chicago Fire Football Club, voorheen Chicago Fire Soccer Club, is een Amerikaanse voetbalclub uit Chicago, Illinois, die uitkomt in de Eastern Conference van de Major League Soccer. Chicago Fire speelt haar thuiswedstrijden sinds 2020 in Soldier Field, waar 61.500 toeschouwers plaats kunnen nemen.

## Geschiedenis

### Vroege successen
De MLS-franchise, vernoemd naar de Grote brand van Chicago in 1871, werd in 1997 opgericht als Chicago Fire Soccer Club. Het was een van de eerste uitbreidingsteams van het hoogste Amerikaanse voetbalniveau, waar het in 1998 begon te spelen. De club wist in de beginjaren direct verschillende bevolkingsgroepen in de stad aan te spreken met spelers als Roman Kosecki, Jorge Campos en Chris Armas onder leiding van de eerste hoofdtrainer Bob Bradley.
In haar eerste competitieve jaar wist de club tegen alle verwachtingen in de dubbel te winnen door D.C. United in de finale van de MLS Cup te verslaan en Columbus Crew te sterk af te zijn in de US Open Cup Finale een week later. Chicago Fire hield momentum en bereikte in 2000 opnieuw de MLS Cup Finale. Die ging echter verloren tegen Kansas City Wizards. Wel wist de club wederom de US Open Cup te winnen. Internationale spelers zoals Hristo Stoichkov en talenten als DaMarcus Beasley maakte onderdeel uit van de selectie gedurende de beginjaren.
Hoofdtrainer Bob Bradley verliet de club om aan de slag te gaan bij de MetroStars. Desondanks bereikte Chicago Fire opnieuw de finale van de MLS Cup, terwijl eerder dat seizoen al de MLS Supporters' Shield en US Open Cup werden gewonnen. De MLS Cup-finale werd met 2-4 verloren tegen San Jose Earthquakes. Een jaar later, in 2004, miste de club voor het eerst de play-offs om de MLS Cup.

### Onrust
Het 2005 seizoen begon onrustig door het onverwachte ontslag van de populaire clubvoorzitter Peter Wilt door de toenmalige eigenaar van de club Anschutz Entertainment Group. Chicago Fire reikte tot de halve finales van de Eastern Conference. In 2006 wist de club opnieuw beslag te leggen op de US Open Cup.
Een jaar later werd de club overgenomen door Andell Holdings. Chicago Fire verloor in de finale van de Eastern Conference van New England Revolution. Terwijl de club in 2008 alle moeite had in eigen huis, wist het wel 22 van de 45 te behalen punten in uitwedstrijden te bemachtigen. Met het contracteren van Brian McBride kreeg het team een nieuwe impuls, maar greep het opnieuw net naast een MLS Cup-finaleplek door in de Eastern Conference-finale van de latere kampioen Columbus Crew te verliezen.
Ondanks versterkingen in de zomer van 2010, waaronder Freddie Ljungberg, wist de club zich niet te plaatsen voor de play-offs. Ditzelfde gebeurde een jaar later. Hoewel de verwachtingen in 2012 niet hooggespannen waren maakte de club een positieve transitie door. Met aanwinsten als Arne Friedrich, Sherjill Mac-Donald en Álvaro Fernández kende de club haar beste reguliere seizoen sinds 2000. Chicago Fire werd door Houston Dynamo in de eerste ronde van de play-offs uitgeschakeld.

### Gemiste play-offs
De MLS-franchise probeerde met een versterkte selectie het sterke voorgaande seizoen een vervolg te geven. Onder andere Joel Lindpere, Jeff Larentowicz en later Mike Magee versterkten het elftal van hoofdtrainer Frank Klopas, maar het team kende geen succesvolle start van het seizoen. Veteraan Friedrich, die dat seizoen nog geen minuut in actie was gekomen door blessureleed, maakte op 23 juni 2013 bekend te stoppen als voetballer. In de laatste tien wedstrijden wist Chicago Fire zeven wedstrijden winnend te beëindigen, maar miste het de play-offs. Magee werd dat seizoen als eerste Chicago-speler ooit verkozen tot MLS MVP van het seizoen.
Met het aantrekken van David Accam, Shaun Maloney, Michael Stephens, Eric Gehrig, Joevin Jones en Kennedy Igboananike hoopte Chicago Fire in 2015 een sterker seizoen te draaien dan het voorgaande jaar, waarin ze opnieuw naast een plek in de play-offs grepen. Desalniettemin bracht het wederom geen succes. Met twintig nederlagen in een seizoen werd een nieuw negatief clubrecord gevestigd. In maart 2017 maakte voormalig wereldkampioen Bastian Schweinsteiger de overstap van Manchester United naar Chicago Fire.

### Nieuwe impuls
Eigenaar Andrew Hauptman deed zijn aandelen in twee stappen over aan Joe Mansueto, wie in september 2019 officieel grootaandeelhouder werd. Met het sluiten van het seizoen 2019 begon de club een herpositionering. Zo verhuisde het terug naar de binnenstad van Chicago, kreeg het een nieuwe merkidentiteit en werd de selectie ververst. Twee dagen na het einde van het seizoen maakte de club bekend dat het weer op Soldier Field zou gaan spelen. Schweinsteiger en Nicolás Gaitán vertrokken, maar Nemanja Nikolić en Álvaro Medrán versterkten het team.
In de daaropvolgende seizoenen, waarin spelers als Johan Kappelhof, Xherdan Shaqiri en Hugo Cuypers onderdeel uitmaakte van de selectie, mistte de club ieder seizoen de play-offs om de MLS Cup en wist het ook in de US Open Cup en Leagues Cup geen successen te behalen.

## Erelijst
- MLS Cup

Winnaar: 1998 (1x)
Finalist: 2000, 2003 (2x)
- MLS Supporters' Shield

Winnaar: 2003 (1x)
- US Open Cup

Winnaar: 1998, 2000, 2003, 2006 (4x)
Finalist: 2004, 2011 (2x)
- North American SuperLiga

Finalist: 2009 (1x)

## Bekende (oud-)Fires

### Spelers
- David Accam
- DaMarcus Beasley
- Carlos Bocanegra
- Hugo Cuypers
- Arne Friedrich
- Nicolás Gaitán
- John Goossens
- Sean Johnson
- Johan Kappelhof
- Michael de Leeuw
- Joel Lindpere
- Freddie Ljungberg
- Sherjill Mac-Donald
- Mike Magee
- Shaun Maloney
- Brian McBride
- Piotr Nowak
- Ante Razov
- Chris Rolfe
- Bastian Schweinsteiger
- Xherdan Shaqiri
- Michael Stephens

### Trainers
- Gregg Berhalter
- Bob Bradley
- Juan Carlos Osorio
- Raphaël Wicky